# شپول کنار
شپول کنار، روستایی از توابع بخش مرکزی شهرستان فومن در استان گیلان ایران است.

## جمعیت
این روستا در دهستان رودپیش قرار دارد و براساس سرشماری مرکز آمار ایران در سال ۱۳۸۵، جمعیت آن ۱۳۶ نفر (۳۳خانوار) بوده‌است.